# Salzburgita
La salzburgita és un mineral de la classe dels sulfurs. Rep el nom del comtat de Salzburg, a Àustria, on es troba la seva localitat tipus.

## Característiques
La salzburgita és una sulfosal de fórmula química Pb1.6Cu1.6Bi6.4S₁₂. Va ser aprovada com a espècie vàlida per l'Associació Mineralògica Internacional l'any 2000. Cristal·litza en el sistema ortoròmbic.
Segons la classificació de Nickel-Strunz, la salzburgita pertany a «02.H - Sulfosals de l'arquetip SnS, amb Cu, Ag, Fe, Sn i Pb» juntament amb els següents minerals: aikinita, friedrichita, gladita, hammarita, jaskolskiïta, krupkaïta, lindströmita, meneghinita, pekoïta, emilita, paarita, eclarita, giessenita, izoklakeïta, kobellita, tintinaïta, benavidesita, jamesonita, berryita, buckhornita, nagyagita, watkinsonita, museumita i litochlebita.

## Formació i jaciments
va ser descoberta al dipòsit d'scheelita de Mittersill, situat al districte de Zell am See (Salzburg, Àustria). També ha estat descrita a Suïssa, Polònia, Hongria, Grècia i Rússia.